# Trachyoribates dispar
Trachyoribates dispar är en kvalsterart som först beskrevs av Balogh 1958.  Trachyoribates dispar ingår i släktet Trachyoribates och familjen Haplozetidae. Inga underarter finns listade i Catalogue of Life.